# Seu de l'ajuntament de Ciutadella

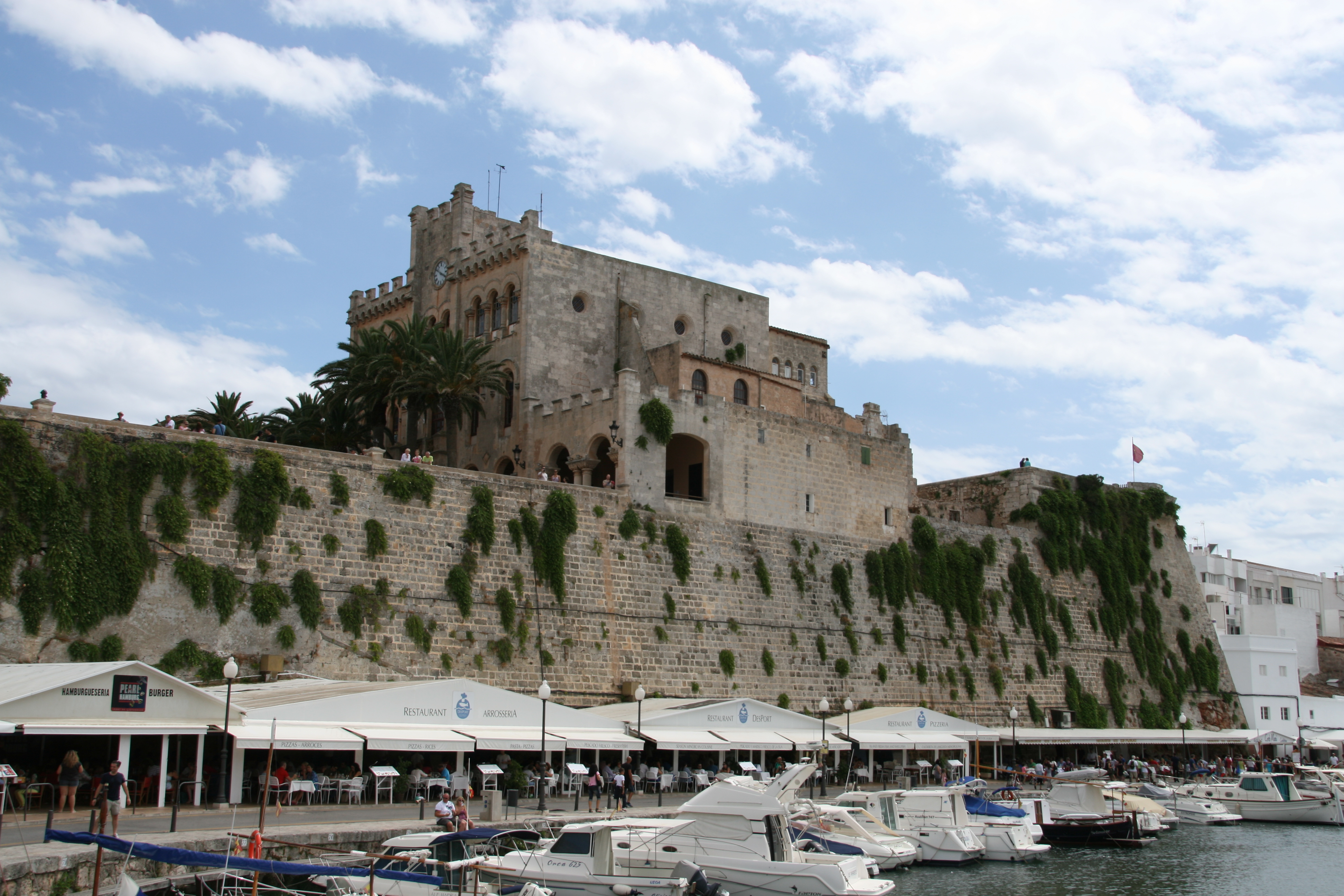
L'Ajuntament de Ciutadella ocupa l'espai de l'antic Alcàsser

La seu de l'ajuntament de Ciutadella, el govern municipal de la ciutat, està situada a la Plaça des Born, però també es projecta damunt el Port de Ciutadella. L'edifici és obra de l'arquitecte Enric Sagnier, construït entre 1897 i 1925. Va ser remodelat l'any 1982 i també el 2007. Anteriorment, la seu del govern municipal, la Universitat General de l'illa, es trobava en un palau al costat de la Catedral (actualment seu del Consell Insular de Menorca). L'actual seu de l'Ajuntament ocupa l'espai de l'antic Palau del Governador, que té l'origen en l'antic Alcàsser de l'època musulmana. i que va ser cedit a l'Ajuntament el 1865. De composició sòbria, destaquen els porxos de la planta baixa i, a l'interior, l'escala principal.